# 목숨을 걸고
"목숨을 걸고"는 한국에서 제작된 권영순 감독의 1962년 영화이다. 최무룡 등이 주연으로 출연하였고 윤봉춘 등이 제작에 참여하였다.

## 출연

### 주연
- 최무룡
- 도금봉
- 허장강

## 기타
- 조명: 고해진
- 미술: 임명선